# Heinz Renn (Historiker)
Heinz Renn (* 15. Mai 1911 in Hamburg; † 11. April 1992 in Sankt Vith) war ein deutscher Pädagoge, Heimatforscher und Historiker.

## Leben
Renn wuchs zunächst in seiner Geburtsstadt Hamburg auf, bis sein Vater starb und er 1921 zu seinen Großeltern nach Baasem zog. Dort sollte er Bauer werden und deren Hof übernehmen. Nach guten Leistungen an der Volksschule vermittelte ihn der Ortspfarrer jedoch 1926 an das Konvikt in Bad Münstereifel, wo er das Abitur erlangte. Danach studierte er Latein, Griechisch und Geschichte an der Universität Bonn bei Franz Steinbach und Henri-Camille Wampach. 1939 promovierte er mit Summa cum laude bei Wampach. Danach wurde er Assistent am Historischen Seminar der Universität Bonn.
Beeinflusst durch die Machtergreifung der Nationalsozialisten und ihren Umgang mit Wampach verließ Renn die Universität. Er erlangte die Lehrbefähigung für das Gymnasium und begann ein Referendariat in Bad Godesberg. Nach dem Kriegsdienst im Zweiten Weltkrieg lebte er bei seiner Familie in Schmidtheim, wo er eine Privatschule eröffnete. Später unterrichtete er als Studienrat in Köln und Euskirchen, wohnte aber weiterhin in Schmidtheim, wo er sich auch als ehrenamtlicher Amtsbürgermeister engagierte.  
Ab 1955 war Renn stellvertretender Schulleiter am St.-Michael-Gymnasium Bad Münstereifel. Er wohnte nun mit seiner Familie in der zum Klosterkomplex gehörenden Dienstwohnung. Später folgte der Umzug nach Jülich. Von 1963 bis 1976 war er Schulleiter am Gymnasium Zitadelle Jülich. Durch seine Initiative fand der Umzug des Gymnasiums in die Zitadelle Jülich statt.
Renn veröffentlichte drei Bücher, die sich mit der Geschichte der Eifel beschäftigen, und über sechzig Artikel. Er engagierte sich in verschiedenen Ehrenämtern, so war er hauptamtlicher Kulturwart im Eifelverein und Vorsitzender des Eifelvereins im Bezirk Düren-Jülich. Er war Vorsitzender des Jülicher Geschichtsvereins (1966 bis 1992), des Vereins Alter Münstereifler und des Heimatvereins Baasem. Außerdem war er Vorstandsmitglied des Historischen Vereins für den Niederrhein. Daneben konzipierte und leitete er Studienfahrten zur Vermittlung der Heimatgeschichte.
Renn wurde unter anderem mit dem Bundesverdienstkreuz am Bande, den Rheinlandtaler, dem Ehrenring der Stadt Jülich sowie der silbernen und goldenen Ehrennadel des Eifelvereins ausgezeichnet. 1992 starb er während einer Feierstunde, als ihm im Rathaus von Sankt Vith das Dr. Anton-Hecking-Schild des Geschichts- und Museumsvereins „Zwischen Venn und Schneifel“ (ZVS) verliehen wurde. Er wurde in Jülich bestattet. Der Soziologe Ortwin Renn ist sein Sohn.

## Schriften (Auswahl)
- Die Ahnen und Geschwister des ersten Luxemburger Grafen Sigfrid. Bonn 1939, OCLC 251949895.
- Geschichte der Eifel. Gesammelte Aufsätze. Aachen 1987, ISBN 3-925714-02-2.
- Baasem. Rückblick und Gegenwart. Ein Heimatbuch. Baasem 1990, OCLC 644255498.
- Die Eifel. Wanderung durch 2000 Jahre Geschichte, Wirtschaft und Kultur. Düren 1995, ISBN 3-921805-23-6.